# Ahmet Gülhan
Ahmet Gülhan (ur. 28 marca 1977) – turecki zapaśnik w stylu wolnym. Olimpijczyk z Pekinu 2008, gdzie zajął dziesiąte miejsce w kategorii 84 kg.
Piąty w mistrzostwach świata w 2001. Złoty medal mistrzostw Europy w 2001, brązowy w 2005. Pierwszy w Pucharze Świata w 2001. Uniwersytecki mistrz świata w 2000 i drugi w 1998. Pierwszy w igrzyskach wojskowych w 2007. Trzeci na mistrzostwach Europy juniorów w 1997 roku.